# Dècada del 820 aC
La dècada del 820 aC comprèn el període que va des de l'1 de gener del 829 aC fins al 31 de desembre del 820 aC.

## Esdeveniments
- Dido, fundadora de Cartago, fuig de Tir després de la mort d'Acerbes.

## Personatges destacats
- Pigmalió (fill de Belos)